# Dasygaster eutycta
Dasygaster eutycta är en fjärilsart som beskrevs av Turner 1938. Dasygaster eutycta ingår i släktet Dasygaster och familjen nattflyn. Inga underarter finns listade i Catalogue of Life.